# Мбурсу
Мбурсу (фр. Mboursou) — деревня и супрефектура в Чаде, расположенная на территории региона Западное Майо-Кеби. Входит в состав департамента Майо-Биндер.

## История
В отдельную административную единицу Мбурсу был выделен 4 сентября 2012 года.

## Географическое положение
Деревня находится в юго-западной части Чада, вблизи государственной границы с Камеруном, на высоте 381 метра над уровнем моря.
Мбурсу расположен на расстоянии приблизительно 250 километров к юго-западу от столицы страны Нджамены.

## Климат
Климат деревни характеризуется как тропический, с сухой зимой и дождливым летом (Aw в классификации климатов Кёппена). Среднегодовая температура воздуха составляет 27,6 °C. Средняя температура самого холодного месяца (августа) составляет 25,3 °С, самого жаркого месяца (апреля) — 31,9 °С. Расчётная многолетняя норма осадков — 850 мм. В течение года количество осадков распределено неравномерно, основная их масса выпадает в период с мая по сентябрь. Наибольшее количество осадков выпадает в августе (235 мм).

## Транспорт
Ближайший аэропорт расположен в камерунском городе Каэле.